# 노이 알비노이
노이 알비노이(아이슬란드어: Nói Albinói)는 아이슬란드 영화 감독 다구르 카리 Dagur Kári가 제작하여 2003년에 개봉한 영화이다. 영화는 아이슬란드 서쪽에 있는 외딴 어촌 마을에 사는 10대 아웃사이더 노이 (출연 Tómas Lemarquis)의 삶에 대한 이야기이다. 노이 알비노이는 Vestfirðir 반도에 위치한 아이슬란드 북쪽의 어촌 마을 Bolungarvik에서 촬영되었다. 영화에서 사용된 우울한 분위기의 음악은 감독이 속한 밴드인 슬로우블로우 Slowblow의 음악을 사용하였다.

## 줄거리
노이는 이름 모를 아이슬란드 서쪽 외딴 어촌 마을에서 그의 할머니 리나 (Anna Friðriksdóttir)와 함께 사는 17살 소년이다. 아버지 키디 (Þröstur Leó Gunnarsson)는 알코올 중독자의 택시 운전수로 같은 마을에 살지만, 노이와 가까운 관계를 유지하진 못한다. 알비노인 그의 외모는 마을에 다른 사람들과 완전히 다르다. 그는 대부분의 시간을 황량한 마을이나 동네 서점을 어슬렁거리거나, 그만의 사적인 공간인 할머니 집의 비밀 공간에서 보낸다.  산으로 둘러 쌓여있고, 겨울에는 눈에 갇혀 산을 통과하는 도로가 막혀 오직 배만이 외부와의 접촉을 허락되는 마을에서 노이는 고통스러워한다. 지적으로 뛰어나지만, 그는 학업에는 완전 무관심하며 선생님과의 관계도 좋지 않다. 결석을 밥 먹듯이 하는 그는 주로 동네 주유소에 있는 슬롯머신을 조작하여 돈을 챙긴다. 노이에게 이 절망적인 마을에서의 미래는 불안할 뿐이다.
노이의 상황은 마을에 새로 온 매력적인 주유소 점원 아이리스 (Elín Hansdóttir)를 만나며 변한다. 노이는 아이리스와의 서툰 연애를 시작한다. 어느날 밤 그들은 지역 자연사 박물관에 몰래 들어간다. 경비원에게 쫓겨 창고에 숨게 되었는데, 그 곳에서 그들은 불 빛이 나는 세계지도를 발견한다. 함께 지도를 보다 아이리스는 이 곳에서 벗어나자고 제안한다. 그 후 노이는 아이리스와 함께 마을과 아이슬란드를 떠나는 꿈을 갖게 된다. 한편, 생일을 맞아 할머니에게로부터 그는 열대 섬 사진이 들어있는 뷰 마스터 View-master를 받는다. 그는 자신 주변의 환경과 정반대인 열대 해안의 이미지에 얼어붙는다.
그러던 어느 날, 수학 시간에 자신 대신 녹음기를 출석 시킨 노이는 선생을 화나게 만들었다. 선생은 교장에게 그를 퇴학시킬 것을 부탁하고, 노이는 결국 학교에서 쫓겨나게 된다. 사실을 알게 된 아버지는 처음엔 그에게 분노했지만, 미안해하며 곧 그를 마을 술집에 데려갔다. 하지만 술집에서 노이는 쫓겨나게 되고, 그날 밤 그는 아이리스를 만나러 그녀의 집에 갔지만 그녀의 아버지 오스카에게 발각된다. 오스카의 충고에도 불구하고, 아이리스는 노이가 밤새 그녀의 집에 머물 수 있도록 도와준다.
한편, 그의 할머니는 마을 점쟁이 길피 (Kjartan Bjargmundsson)에게 노이의 운세를 봐주고, 그가 바른 길로 갈 수 있도록 도와달라고 부탁한다. 길피는 노이에게 죽음의 운명이 보인다고 말한다. 노이는 길피가 자신을 놀린다는 생각에 화를 내며 떠난다. 그 길로, 노이는 일을 관두고 할머니의 총을 꺼내 달아난다. 그는 은행을 털고자 했지만, 아무도 그를 심각하게 여기지 않았고 총을 빼앗으며 내쫓았다. 그는 다시 은행으로 돌아와 그의 계좌에서 돈을 꺼내 새로운 양복을 구입한다. 그는 새로운 옷을 입고 차를 훔쳐 아이리스에게 떠나자고 제안했다. 그러나 아이리스는 혼란스러워 하며 그와 떠나기를 망설였다. 결국 노이는 혼자 떠나게 되었지만, 곧 차는 눈에 갇혀 경찰에게 붙잡힌다.
경찰서에서 돌아온 노이는 그만의 비밀 공간으로 내려간다. 그 순간 갑자기 땅이 흔들리며 빛이사라진다. 노이는 탈출하려 했지만 머리 위에 있는 문은 열리지 않고 꼼짝없이 갇히게 되었다. 결국 그는 외부의 도움으로 빠져 나오게 되었고, 그것이 산사태이었음을 알게 된다. 산사태로 그의 집은 무너졌고 아버지와 할머니의 목숨을 앗아갔다. 구조 쉼터에 있던 노이는 산사태로 아이리스와 길피를 포함한 그가 알고 있던 모든 사람이 죽었다는 것을 알게 된다. 시간이 지나고 그는 할머니 집터에서 그의 뷰 마스터를 발견하여 그것을 들여다 보았다. 영화는 노이가 바라보고 있던 열대 해변 사진이 천천히 진짜 해변의 모습으로 바뀌면서 끝난다.

## 출연

### 주연
- 토마스 레마르퀴스
- 드로스터 레오 구나슨

### 조연
- 엘린 한스도터
- 애나 프리드릭스도터
- 제라르 레마르퀴스

## 기타
- 공동제작: 솔레다드 가티-파스쿠알